# Chūō, Kobe
Chūō, Kobe (中央区 Chūō-ku) là một trong 9 khu của thành phố Kobe, tỉnh Hyōgo, Nhật Bản.